# Thyssenkrupp Schulte
Die Thyssenkrupp Schulte GmbH (Eigenschreibweise: thyssenkrupp Schulte GmbH) ist ein produzentenunabhängiger Werkstoffhändler, der hauptsächlich auf dem deutschen Markt agiert. Das Unternehmen gehört zum Thyssenkrupp-Konzern mit Hauptsitz in Essen und ist organisatorisch dem Segment Materials Services zugeordnet. Es verfügt über 40 Standorte in ganz Deutschland und bedient von diesen über 70.000 Kunden.

## Geschäftsmodell
Die Thyssenkrupp Schulte GmbH sieht sich als Mittler zwischen Produktion und Weiterverarbeitung. Hierbei fokussiert sich das Unternehmen auf Standard-Handel mit handelsnaher Anarbeitung sowie auf Dienstleistungen und Projekte. Dabei wird nach eigenen Aussagen ein großer Fokus auf die Nähe zu den Kunden gelegt und die Strategie der Customer Centricity verfolgt.
Die Kunden von Thyssenkrupp Schulte kommen vorwiegend aus den Bereichen Industrie, Maschinenbau, Handwerk und Bauwirtschaft. 

## Produkte und Services
Thyssenkrupp Schulte bietet rund 100.000 Produkte an. Dieses Produktsortiment umfasst Flachprodukte, Profile und Rohre aus den Materialien Stahl, Edelstahl und NE-Metallen sowie Spezialprodukte wie Magnete, Armaturen oder Bordwände für den Fahrzeugbau. Diese Spezialprodukte werden über die Zweigniederlassungen Thyssenkrupp Magnettechnik, Das Armaturenzentrum und Fudickar Leichtbau vertrieben. Das Unternehmen verfügt darüber hinaus über zahlreiche Möglichkeiten der Materialbearbeitung, wie z. B. Einzel- und Serienschnitte, Brennschneiden im Autogen- und Plasmaverfahren, Entzundern, Sägen und Grundieren.
Weiter werden Anwendungsberatung, Prozessoptimierung, Supply Chain Management, Beschaffung, Bestandsmanagement, Lagerverwaltung, Anarbeitung und Logistik angeboten. 

## Geschichte

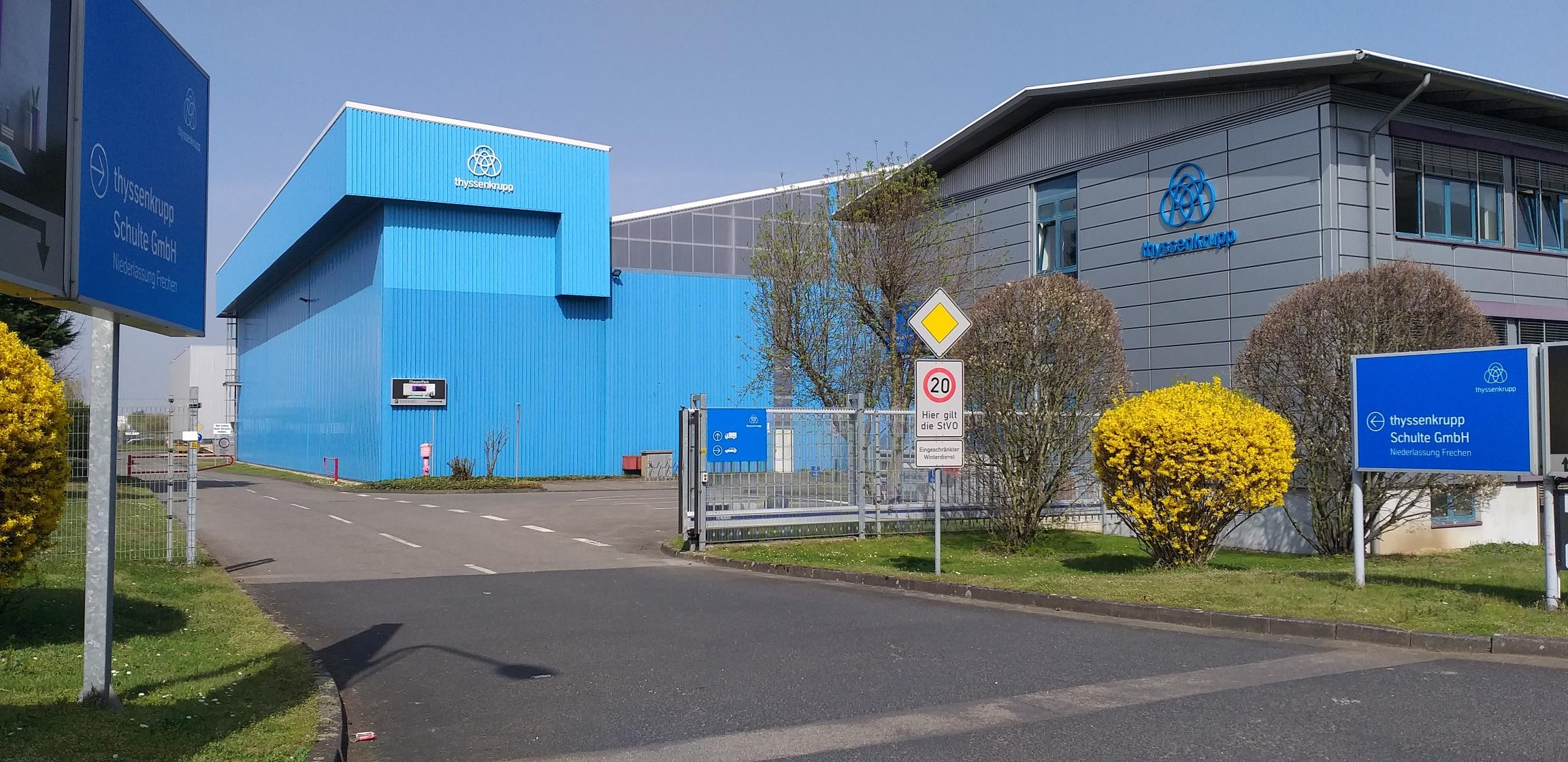
thyssenkrupp Schulte, Standort Frechen

Thyssenkrupp Schulte geht auf das Unternehmen Heinrich August Schulte zurück. Diese Eisenhandlung wurde 1896 in das Handelsregister in Dortmund eingetragen. Im Jahre 1926 folgte die Übernahme in die Vereinigte Stahlwerke Aktiengesellschaft (VSt) in Düsseldorf, was eine Ausweitung des Geschäfts auf zahlreiche Niederlassungen und Beteiligungen in Nordwestdeutschland zur Folge hatte. Mit dem Wirtschaftswunder der 1950er Jahre begann das Unternehmen, deutschlandweit zu agieren. Es wurden neue Niederlassungen gegründet und neue Produkte ins Sortiment aufgenommen. Die Umfirmierung zur Thyssen Schulte GmbH erfolgte schließlich 1978, gefolgt von der Umfirmierung zur ThyssenKrupp Schulte GmbH im Jahr 2003. Seit November 2015 im Zuge des Markenrelaunch von Thyssenkrupp lautet die Schreibweise nun thyssenkrupp Schulte.